# Balázs Sándor (író, 1830–1887)
Kászonfeltízi Balázs Sándor (Kolozsvár, 1830. december 26. – Budapest, 1887. augusztus 1.) könyvtáros, író, újságíró, a Kisfaludy Társaság, a Petőfi Társaság és a Kemény Zsigmond Társaság tagja. Öccse Balázs Gábor utazó volt.

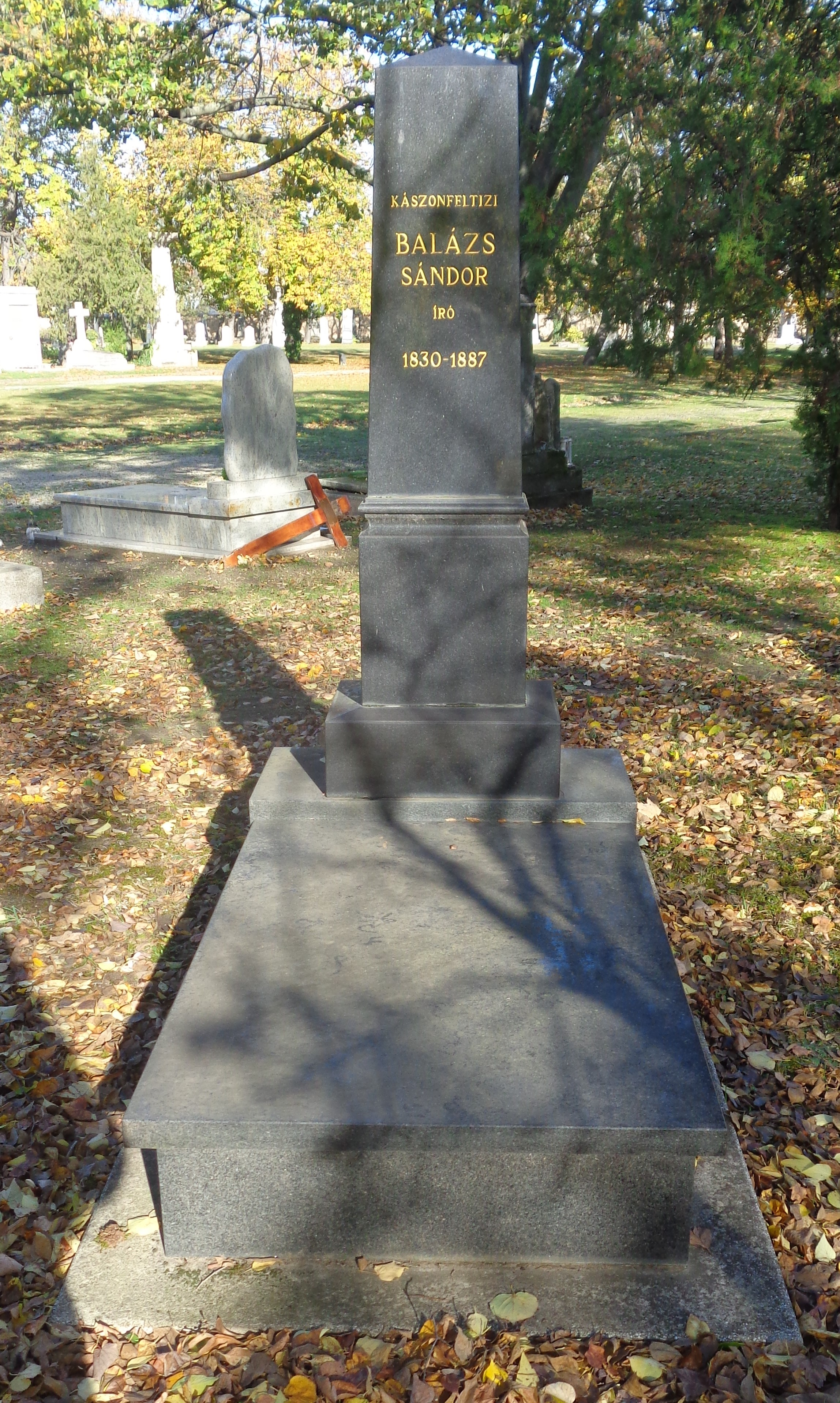
Sírja a Fiumei úti sírkertben (10-1-98)

## Élete
Balázs József és Csavásy Rozália fiaként született. Szülővárosában végezte iskoláit, majd 1851–1852-ben Pesten egy ideig a mérnöki tanfolyamot hallgatta, ezt a pályát azonban elhagyta és irodalmi téren működött tovább. Különösen humoros novelláival tűnt ki. 1851-ben jelent meg Színházi kaland című hosszabb humoros verse a Hölgyfutárban, majd ugyanott első prózai írása (Első szerelmem). 1852-ben a Hölgyfutár segédszerkesztője lett, innen a Budapesti Visszhanghoz ment át, de itt sem maradt sokáig; 1854-ben rövid ideig a Divatcsarnok című lap szerkesztésében vett részt. 1855 első felében Gräfenbergben időzött.
1862. október 1-jén Pesten házasságot kötött Bognár Vilma operaénekes-nővel, a tanúk Jókai Mór és Tóth Kálmán voltak.
1876. január 26-án a Kisfaludy Társaság tagjává választotta, február 26-án Víg Samu tanulságos története című művével foglalta el székét. 1881-ben a Nemzeti Színház könyvtárosa lett. Öngyilkossággal vetett véget életének.
A korszak novellistái közül egyéni ízű, derűs hangulatú írásaival emelkedett ki, hét kötet elbeszélése jelent meg. Az angol elbeszélőktől, különösen Thackeray-től tanult, akinek két kötetnyi elbeszélését le is fordította, de Thackeray keserű nevetése nála könnyed derűvé változik. Legsikerültebb dolgozataiban a városi szegények sorsát festi meleg színekkel, valószerű vonásokkal (Henrik angyala, Az asztal végén, Rózsi dada esete), de ezekben sem igyekszik különösebben mélyre hatolni.
A visszatért fecske címen egy regényt is írt, mely az általa 1862–1864 között szerkesztett Ország Tükre című lapban látott napvilágot. Számos más lapnak, így 1865. október 1-jétől 1866. decemberig a Magyarország és a Nagyvilágnak és 1877–78-ban Szana Tamással együtt a Petőfi Társaság Lapjának is szerkesztője volt.
Arcképe megtalálható Barabás Miklós kőnyomatos rajzaként az Arckép-albumban (Pest, 1855.); a Hölgyek Lapja munkatársai között Elischer Lajos által kőre rajzolva a Légrády testvérek nyomdájában, Pesten, 1880-ban.
Síremlékét 2010 tavaszára emeltette a Fiumei úti sírkertben a Nemzeti Emlékhely és Kegyeleti Bizottság.

## Munkái
- Carlo Broschi. Scribe regénye (Pest, 1852) (egyik barátjával fordította)
- Beszélyei. 2 kötet. (Pest, 1855)
- Tükördarabok. Beszélygyűjtemény. 2 kötet. (Pest, 1865)
- Thackeray víg elbeszélései 2 kötet. Ford. (Kisfaludy Társaság, Pest, 1869–70)
- Miért nem házasodik meg a sógor? Eredeti vígjáték. (Pest, 1871) (Nemzeti Színház Könyvtára 11. Új kiadás. Budapest, 1881)
- Víg elbeszélések. Budapest, (1878. Petőfi Társaság Könyvtára 23–25.)
- Tarka képek. Beszély és rajzgyűjtemény. Budapest, 1880. 2 kötet. (Ism. Magy. és Nagyv. 14. sz. Főv. Lapok 85. sz.)
- A mama tyukszeme. Esztergom, 1881. (Mulattató Zsebkönyvtár 1.)
- Ráró és Csillag. Esztergom, 1882. (Mulattató Zsebkönyvtár 11.)
- A strike, eredeti népszínmű 3 felvonásban. Esztergom, 1872. (Szigligeti Edével együtt. – Nemzeti Színház könyvtára 26.)